# Legea Biot-Savart

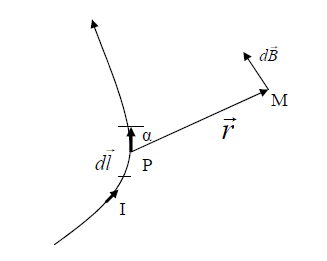

În electromagnetism, Legea Biot-Savart (numită și Legea Biot-Savart-Laplace) este o ecuație care descrie valoarea câmpului magnetic în jurul unui conductor parcurs de curent electric în funcție de intensitatea curentului.
A fost descoperită de Jean-Baptiste Biot și Félix Savart în 1820.
Una dintre formulări este următoarea:
Într-un punct M, la o distanță {\displaystyle {\vec {r}}\!} de un
element de conductor de lungime dl străbătut de un curent de intensitate I apare un câmp de inducție magnetică:
{\displaystyle d{\vec {B}}=\mu {\frac {Id{\vec {l}}\times {\vec {r}}}{4\pi r^{3}}}\!}       (1)
unde elementul de lungime dl este un segment orientat în sensul curentului.
Ea demonstrează că se poate atribui oricărui curent continu I , din vecinătatea unui punct P, un câmp de inducție magnetică {\displaystyle d{\vec {B}},\!} care în punctul M este definit prin următoarele proprietăți:
- {\displaystyle d{\vec {B}}\!} este perpendicular pe planul definit de dl în M;
- are mărimea:

{\displaystyle dB=\mu {\frac {Idl\sin \alpha }{4\pi r^{2}}};\;\;\alpha \;-unghiul\;(d{\vec {l}},{\vec {PM}})\!}       (2)
Laplace a generalizat relația (1) și a arătat că un câmp de inducție magnetică creat de un curent ce străbate un conductor de formă oarecare poate fi exprimat ca suma vectorială a câmpurilor create de porțiuni elementare de conductor:

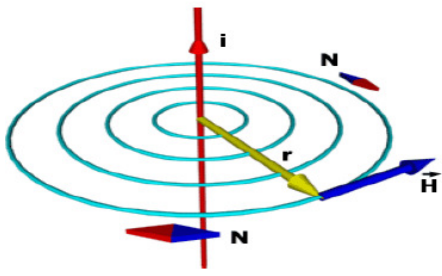

{\displaystyle {\vec {B}}={\frac {\mu I}{4\pi }}\int _{c}{\frac {d{\vec {l}}\times {\vec {r}}}{r^{3}}}\!}      (3)

## Cazuri particulare

### Pentru un conductor liniar
{\displaystyle H={\frac {I}{2\pi r}}}     {\displaystyle B=\mu _{0}H=\mu _{0}{\frac {I}{2\pi r}}.}

### În centrul unei spire plane circulare
{\displaystyle B=\mu _{0}{\frac {I}{2r}}.}